# Campeonato Nacional de Rodeo de 1963
El Campeonato Nacional de Rodeo de 1963 finalizó la temporada de rodeos 1962-1963 y se realizó en la ciudad de Linares, este campeonato es la cita máxima del rodeo chileno, deporte nacional de Chile y segundo deporte más popular del país austral, después del fútbol.

## Antecedentes
Los grandes favoritos para este campeonato eran los ganadores del rodeo local de Linares, Abelino Mora y Miguel Lamoliatte, pero también participaban colleras muy buenas, lo que no hizo posible el triunfo de los favoritos. Participaron 48 colleras que fueron la triunfadoras de los distintos rodeos oficiales de la temporada 1962-1963. 
Ramón Cardemil y Ruperto Valderrama defendieron el título montando a "Envidia" y "Venganza", lo hicieron con 18 puntos, uno menos que el año anterior. En el cuarto animal (última etapa), lograron hacer una carrera de 7 puntos con lo que dejaban en segundo lugar a la collera favorita que montaban en "Aceitaíta" y "Pluma".
Antes de comenzar la serie de campeones se realizó la primera final del movimiento de la rienda, en la que Remigio Cortés se consagró campeón conduciendo a "Damasco II".

## Resultados

### Serie de campeones
| Cuarto Animal 1963 | Cuarto Animal 1963                  | Cuarto Animal 1963       | Cuarto Animal 1963 |
| ------------------ | ----------------------------------- | ------------------------ | ------------------ |
| Lugar              | Jinetes                             | Caballos                 | Puntaje            |
| 1º                 | Ramón Cardemil y Ruperto Valderrama | "Envidia" y "Venganza"   | 18                 |
| 2º                 | Hernán Monsalve y Luis Domínguez    | "Retruque" y "Jornalero" | 16                 |
| 3º                 | Miguel Juliá y Wenceslao Abarca     | "Bandurria" y "Tejuela"  | 10                 |

## Cuadro de honor temporada 1962-1963

### Jinetes
- 1.º Alberto Marmolejo[5]
- 2.º Abelino Mora
- 3.º Segundo Zúñiga
- 4.º Ricardo Letelier
- 5.º Ramón Álvarez
- 6.º Demetrio Villegas
- 7.º Ruperto Valderrama
- 8.º José Manuel Aguirre
- 9.º Javier López
- 10.º Carlos Quintana

### Potros
- 1.º Pichanguero
- 2.º Por Siacaso
- 3.º Tonel
- 4.º Campesino
- 5.º Reparo
- 6.º Tabacazo
- 7.º Batelero
- 8.º Picunto
- 9.º Quilacón II
- 10.º Descariñado